# エル・シレンシオ駅

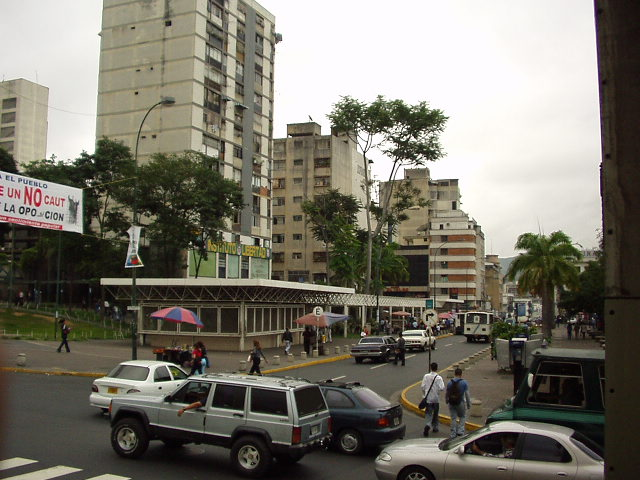
駅の出口(2004年7月)

エル・シレンシオ駅（エル・シレンシオえき、Estación El Silencio）はベネズエラのカラカスにあるカラカス地下鉄2号線の地下鉄駅である。1号線のカピトリオ駅の至近にあり、改札を通さず乗り換えができる。首都地区リベルタドル市カテドラル区にある。シレンシオとはスペイン語で「沈黙」を意味し、それに定冠詞をつけたエル・シレンシオは付近の地名である。

## 駅の構造
ホームは相対式2面2線。改札と切符売り場が地下1階、一号線への連絡通路が地下2階、ホームが地下3階にある。1号線への連絡通路の高度は、一号線側では改札と切符売り場にあたる。

## 駅の周辺
北八番 (Norte 8) 通りの下に位置する。ミラフローレス宮殿（大統領官邸）など官庁街に近い。

## 歴史
- 1988年11月6日 2号線の延長によって開業。[1]

## 隣の駅
- エル・シレンシオ駅 - カプチノス駅